# 蛇尾二
南極座ψ，又名CP-78 1442，HD 210853、SAO 258020、HR 8471，是南極座的一颗恒星，视星等为5.51，位于銀經312.56，銀緯-36.59，其B1900.0坐标为赤經22h 8m 7s，赤緯-78° -36.59′ 33″。